# Enquête sur le monde invisible
Enquête sur le monde invisible és un documental francès del 2002 dirigit per Jean-Michel Roux. La pel·lícula estudia la creença en els fenòmens paranormals entre la població d'Islàndia.

## Resum
Diversos islandesos són entrevistats i diuen que de petits jugaven amb elfs. mèdiums de vegades es posen en contacte amb l'Administració de carreteres islandesa quan una carretera planificada creua un lloc conegut per elfs, i l'agència pren mesures per no causar problemes als elfs. El sismòleg Ragnar Stefánsson argumenta que el fenomen dels elfs es pot entendre com una manera de fer front a la geologia i l'activitat volcànica d'Islàndia. El líder del neopaganisme Jörmundur Ingi Hansen ho explica des d'un punt de vista cosmològic pagan; diu que el terme huldufólk—gent oculta— va sorgir com a eufemisme perquè la paraula "elfs" té una connotació religiosa més forta. L'expresidenta d'Islàndia Vigdís Finnbogadóttir diu que creu que la creença en els elfs i els fantasmes és forta a Islàndia perquè l'Església Catòlica mai va ser especialment forta.
Diverses persones diuen que han vist una serp marina monstruosa a la costa d'Islàndia. Aquests albiraments s'expliquen convencionalment com al·lucinacions en lloc d'esperits o animals desconeguts. El director de cinema Friðrik Þór Friðriksson i diversos altres parlen dels seus albiraments personals d'OVNIs i trobades amb el que creuen que eren éssers extraterrestres.
Els islandesos expliquen històries sobre les seves trobades amb fantasmes. El gerent de l'Hótel Borg de Reykjavík contacta amb un mitjà després d'activitats inusuals i li diuen que hi ha molts fantasmes a l'hotel. Mediums i un sacerdot parlen de les seves experiències i concepcions dels àngels. Científics i clarividents exposen les seves teories sobre experiències paranormals. Sanadors parlen de les seves pràctiques. Els participants de la pel·lícula parlen del futur; esperen que les seves pràctiques estiguin unificades amb la ciència i més gent tingui accés a les seves capacitats.

## Recepció
La pel·lícula es va estrenar als cinemes francesos el 30 de setembre de 2002. Es va projectar a festivals internacionals de cinema del 2002 al 2004, inclosos el 38è Festival Internacional de Cinema de Karlovy Vary, al Festival Internacional de Cinema de Toronto de 2003 el Festival de Cinema de Sundance de 2004.
Jacques Mandelbaum de Le Monde va pensar que la pel·lícula era una oportunitat perduda, perquè no explora les possibilitats del cinema més enllà de posar entrevistes a música. Bruno Icher de Libération va escriure que la pel·lícula mostra l'apreciació del director per "l'encant paganista d'Islàndia" i crea la impressió de moure's entre la ficció i la investigació; el crític la va anomenar una "cançon de bressol palpitant i delirant on discernir el veritable del fals no té la més mínima importància". Eddie Cockrell de Variety va escriure que la pel·lícula està feta amb "una bossa impressionant de trucs tècnics", anomenant-la "molt entretinguda" i un "documental de natura documental com a thriller d'un altre món".